# Liutfrid III de Sundgau
Liutfrid III, hijo de Hugo de Tours, fue el sucesor de su padre en 837; era miembro de la línea de los Liutfriden, una rama de la familia noble de los Eticónidas.

## Origen
La filiación Hugo de Tours - Liutfrid se encuentra atestiguada de manera directa en el diploma de fundación del monasterio de Vézelay (858/59) por Girard de Roussillon, conde de París, conde de Vienne, casado con Bertha, hermana de Liutfrid e hija del matrimonio Hugo - Ava: gratissimorum Hugonis et Bavae amabilibusque filiis et filiabus ipsorum...affinitate et propinquitate etiam nobis junctis, idest Leufredi et Adalardi comitum praeclarissimorum.
El autor Eduard Hlawitschka propone que Liutfrid bien pudo haber arribado a Italia junto con su padre Hugo y el emperador Lotario I en 834, donde ofició durante mucho tiempo en una posición de prestigio.  

## Biografía
Liutfrid III, hijo de Hugo, aparece como un personaje influyente en Italia al principio del reinado de Luis II, su sobrino. Este último, hijo mayor de Lotario I, había recibido el gobierno de Italia después de que su padre por fin se convirtiera en emperador en 840 tras la muerte de Luis el Piadoso.
Como su padre, Liutfrid está también estrechamente relacionado con Italia. Aquí tomó posesión del cargo de sus padres en Lombardía. La ciudad de Monza es mencionada como su feudo (Signore di Monza). Liutfrid también es conocido en el norte de Italia con el título de dux: Liutfredi Ducis, cuyo missus Paulitius con el juez palatino y missus de Luis II, Garibaldus, entre otros celebraron el 26 de febrero 845 una sesión en el tribunal de Trento, para analizar allí la querella del abad Audibert del monasterio de Santa María ad portam Organi de Verona contra las personas que eran residentes in comitatu tridentino y negaban los servicios adeudados al convento. Tiene feudos y goza de poderes amplios. Para atraerse su benevolencia, un poeta le dirige versos donde lo califica de «grande de gran origen».
En octubre de 846, en la lista de convocados a las armas publicada para la campaña militar del emperador Lotario contra los sarracenos se encuentra entre la gente llamada a filas, qui in Italia beneficia habent, un Liutfridus. No hay casi duda alguna que se trata de Liutfrid, que junto al duque Everardo del Friul, un Wido y el conde Adalgisus (suegro del emperador Luis II) fue nombrado missus in prima scara: es decir, figura en la primera tropa del ejército llamado a luchar contra quienes habían puesto pie en Italia meridional y constituían una amenaza muy grave.
Además de la posición en el norte de Italia, Liutfrid también tiene raíces firmes en el Alto Rin. Aquí se desempeña principalmente como dominus de la abadía de Münster-Granfelden, en el Jura bernés. Los diplomas que prueban los privilegios que Liutfrid consiguió para esta abadía están fechados el 25 de agosto de 849, y Liutfrid es nombrado como Lutfridus, illuster comes, dominusque monasterii, cujus vocabulum est Grandisvallis, quod est situm in ducatu Helisacensi.
La dignidad de protector o Vogt (advocatus) de monasterios, abadías u obispados era anhelada por los más grandes príncipes. Los religiosos que no podían defenderse contra vecinos ambiciosos, se ponían bajo la protección de un señor lo bastante poderoso como para hacerlos respetar, y para rechazar todos los ataques que se dirigiesen contra ellos. Así los nombres de Vogt o protector eran sinónimos. Los príncipes que estaban investidos del Vogtei (advocatia) de algunos monasterios u obispados recibían anualmente sumas considerables de los monjes u obispos como tributo por la paz y la tranquilidad que les procuraban.
Pronto Liutfrid abandonó Italia. A la muerte de Lotario I, en 855, una parte de su reino, a saber los países situados al norte de los Alpes fueron a su segundo hijo, Lotario II. Este príncipe era joven y débil y Liutfrid se convirtió en uno de los principales consejeros de su sobrino. 
Estuvo presente en junio de 860 en la entrevista de Coblenza en la cual Carlos el Calvo, Luis el Germánico y Lotario II concluyeron una alianza.
Fueron Liutfrid y un determinado conde Waltario los que impulsaron a Lotario II a casarse con Waldrada, su concubina, y a coronarla reina en 862. Se trataba de un acto de la más alta importancia política: ninguno de los tres hijos de Lotario I tenía hijos legítimos y normalmente sus reinos debían un día elegir a los Carolingios de Francia Occidental o a los de Germania. Pero todo cambiaba si Waldrada se volvía esposa de Lotario II, ya que le había dado un hijo de nombre de Hugo que podía pues reconstruir un día todo el reino de Lotario I. 
Las causas matrimoniales eran materia eclesiástica, Lotario había enviado ante el papa, en 860, a Liutfrid que tenía la ventaja de conocer Italia, y a Waltharium. Sin embargo el papa Nicolás I negó toda validez a este matrimonio y Carlos el Calvo y Luis el Germánico adoptaron una actitud amenazante. Asustado, Lotario II envió en embajada en 865 a Liutfrid a la corte de su hermano Luis II, rogando a este último intervenir ante el papa para que prohíba a Carlos el Calvo y a Luis el Germánico invadir su reino. Esta misión se coronó con éxito: Nicolás I escribió en el sentido deseado a los soberanos de Francia Occidental y de Germania que se abstuvieron de atacar a su sobrino. Pero fue solo por un momento, porque el Pontífice excomulgó seguidamente a Lotario y a Waldrada, y forzó a este príncipe a dejar a esta segunda mujer y dirigirse a Roma para implorar su perdón. Lotario II murió en Piacenza en 869, al regresar de este viaje.

## Su muerte
La fecha de muerte de Liutfrid III se estima en 865/66. Según el autor Christian Wilsdorf, Liutfrid murió en los primeros meses del año 866. Los Annales Alamannici indican el año 864: Ebarhart, Liutolf, Erchanker, Liutfrid, Ruodolf regni principes obierunt. Esta fecha es errónea porque si bien la del primero, Eberhard, no se conoce, se sabe por el contrario que Liudolf murió en 866, que Erkanger es mencionado como todavía vivo en una anotación dorsal de un diploma de Lotario II del 12 de junio de 866, que el Welfo Rudolph murió el 6 de enero de 866. En cuanto a Liutfrid, está vivo durante el primer semestre de 865. Por consiguiente, Christian Wilsdorf considera que hay un desfase en los Annales Alamannici y que el texto reporta en realidad al año 866. Esto confirma la fecha de 866 para la muerte de Everardo del Friul propuesta por Eduard Hlawitschka. 

## Descendencia
La esposa de Liutfrid no es conocida, pero sabemos que deja una hija y dos hijos:
1. Hugo II; conde de Sundgau, 866/869 abad laico de Münster-Granfelden
2. Liutfrid IV († hacia 910); illustris comes, 879 señor de Monza, conde de Sundgau, 884 abad laico de Münster-Granfelden
3. Ava; esposa del margrave Unruoch, de la familia ducal del Friul († 874, Dinastía Unruóquida)